# The Wrong Bottle
The Wrong Bottle é um filme mudo norte-americano de 1913, do gênero drama, dirigido por Anthony O'Sullivan com roteiro de Leon J. Suckert.